# Port lotniczy Ruhnu
Port lotniczy Ruhnu – lotnisko znajdujące się na wyspie Ruhnu, we wsi Ringsu. Szósty co do wielkości port lotniczy Estonii. Obsługuje połączenia krajowe.

## Linie lotnicze i połączenia
| Linia lotnicza | Kierunek                 |
| -------------- | ------------------------ |
| Diamond Sky    | 1. Kuressaare 2. Parnawa |